# Tethydidae
Tethydidae är en familj av snäckor. Tethydidae ingår i ordningen nakensnäckor, klassen snäckor, fylumet blötdjur och riket djur. Enligt Catalogue of Life omfattar familjen Tethydidae 2 arter.
Kladogram enligt Catalogue of Life:
| Tethydidae | \| \| Melibe \| \| \| \| \| \| Tethys \| \| \| \| |
|            | \| \| Melibe \| \| \| \| \| \| Tethys \| \| \| \| |
|            | Melibe                                            |
|            |                                                   |
|            | Tethys                                            |
|            |                                                   |